# Jarek Nohavica a přátelé
Jarek Nohavica a přátelé (2014) je dvojalbum a DVD písničkáře Jaromíra Nohavici, které obsahuje záznam koncertu z festivalu Noc plná hvězd v Třinci z roku 2012.

## Seznam skladeb
1. „Těšínská“ – 3:06
2. „Jdou po mně jdou“ – 3:07
3. „Ostravo“ – 2:50
4. Jaromír Nohavica a Doga: „Vím jak bolí“ – 3:10
5. Doga: „Cammaro“ – 3:49
6. „Zatímco se koupeš“ – 2:21
7. „Danse macabre“ – 4:18
8. „Zatanči“ – 2:37
9. Jaromír Nohavica a Górole: „Ide synek do maštala“ – 2:44
10. Górole: „Za górami, za lasami“ – 4:10
11. „Do prdele práce“ – 2:18
12. „Poker“ – 2:30
13. „Otevři mi, lásko moje“ – 2:47
14. „Dežo“ – 2:48
15. Jaromír Nohavica a Ewa Farna: „Tam gdze nie ma drog“ – 3:35
16. Ewa Farna: „Maska“ – 4:27
17. „Když mě brali za vojáka“ – 2:52
18. „Přívozská puť“ – 2:35
19. „Až to se mnu sekne“ – 3:45
20. „Fotbal“ – 4:01
21. Jaromír Nohavica a Blaf: „Werkowy cug“ – 3:15
22. Blaf: „Chlast“ – 2:10
23. „Pane prezidente“ – 4:02
24. „Kometa“ – 3:17
25. „Mám jizvu na rtu“ – 4:28
26. Legendy se vrací: „Another Brick in the Wall“ – 4:36
27. Legendy se vrací: „Purple Rain“ – 6:14
28. „Hymna HC Oceláři Třinec (O du alajne)“ – 3:01